# Victor Bernard (dramaturge)
Pour les articles homonymes, voir Victor Bernard et Bernard.
Victor Bernard, né Marie Victor François Félix Bernard à Béziers le 27 janvier 1828 et mort à Paris 8e le 10 juillet 1890, est un auteur dramatique français.

## Biographie
Ses pièces ont été représentées sur les plus grandes scènes parisiennes du XIXe siècle : Théâtre du Palais-Royal, Théâtre des Menus-Plaisirs, Théâtre du Gymnase, Théâtre du Vaudeville, Théâtre des Variétés, etc.

## Œuvres
- Détournement de majeure, vaudeville en 1 acte, avec Déaddé Sain-Yves et Siraudin, 1857
- Elle était à l'Ambigu !, comédie-vaudeville en un acte, avec Siraudin, 1859
- Un bal sur la tête, vaudeville en 1 acte, avec Déaddé Saint-Yves et Siraudin, 1860
- L'argent fait peur, comédie-vaudeville en 1 acte, avec Siraudin, 1861
- 500 francs de récompense, comédie en un acte, avec Paul Siraudin, 1865
- Le Meurtrier de Théodore, comédie en 3 actes, avec Brot et Clairville, 1865
- Mesdames Montanbrèche, comédie en 5 actes, mêlée de chant, avec Clairville, 1866
- Feu la contrainte par corps, comédie-vaudeville en 1 acte, avec Clairville, 1867
- Une éclipse de lune, vaudeville en 1 acte, avec Gabriel de Bellemare, 1868
- Le Lys de la vallée, comédie en 3 actes, avec Grangé, 1868
- Madame est couchée, comédie en 1 acte, avec Grangé, 1868
- La Vie privée, comédie en 1 acte, avec Grangé, 1868
- On demande des ingénues, vaudeville en 1 acte, avec Grangé, 1869
- Les Deux bébés, comédie en 1 acte, avec Grangé, 1870
- Le Coupé du docteur, comédie en 1 acte, 1872
- Un entr'acte de Rabagas , à-propos en 1 acte, mêlé de chant, avec Grangé, 1872
- Un fiancé à l'heure, comédie-vaudeville en 1 acte, avec William Busnach, 1872
- Fleur du Tyrol, vaudeville en 1 acte, avec Grangé, 1872
- Le Gendre du colonel, comédie en 1 acte, avec Alphonse Brot et Grangé, 1872
- L'Hirondelle, comédie en 1 acte, avec Busnach et Grangé, 1872
- Paris sans monnaie, vaudeville en 1 acte, avec Buguet, 1872
- La Reine Carotte, pièce fantastique en 3 actes et 12 tableaux, dont 1 prologue en 2 parties, avec Clairville et Victor Koning, 1872
- Le Baptême du petit Oscar, comédie-vaudeville en 5 actes, avec Grangé, 1873
- Le Grelot, opérette en 1 acte, avec Grangé, 1873
- Le Cadeau du beau-père, comédie en 1 acte, avec Henry Bocage, 1874
- Entre deux trains, comédie en un acte, avec Grangé, 1874
- Le Bouton perdu, opérette en 1 acte, avec Grangé, musique d'Adrien Talexy, 1874
- La Dame au passe-partout, comédie en 1 acte, avec Grangé, 1874
- Le Théâtre moral, actualité en 3 tableaux, avec Grangé, 1874
- Le Menu de Georgette, opérette en 1 acte, avec de Bellemare, musique de Louis-César Desormes, 1875
- Geneviève de Brébant, folie-vaudeville en 3 actes et 9 tableaux, avec Henry Buguet et Grangé, 1875
- Les Cris-cris de Paris, revue en trois actes et dix tableaux, avec Eugène Grangé et Ordonneau, 1876
- Minuit moins cinq !, vaudeville en 1 acte, avec Ordonneau, 1875
- Le Moulin du Vert-Galant, opéra-comique en 3 actes, avec Grangé, musique de Gaston Serpette, 1876
- Le Mariage d'une étoile, opérette en 1 acte, avec Grangé, musique d'Isidore Legouix, 1876
- Les Vacances de Toto, comédie-vaudeville en 1 acte, avec Ordonneau, 1876
- Voyage à Philadelphie, folie-vaudeville en 4 actes et 6 tableaux, avec Grangé et Buguet, 1876
- Les Demoiselles de Montfermeil, comédie en 3 actes, avec Théodore Barrière, 1877
- Les Trois bougeoirs, comédie en 1 acte, avec Grangé, 1877
- Fleur d'oranger, vaudeville en 3 actes, avec Alfred Hennequin, musique d'Auguste Coédès, 1878
- Le Phonographe, comédie-vaudeville en 1 acte, avec Siraudin, 1878
- Les Vitriers, comédie-vaudeville en 1 acte, avec Grangé, 1878
- Les Impressionnistes, comédie-vaudeville en 1 acte, avec Grangé, 1879
- Le Bonnet de coton, comédie en 1 acte, avec Henri Crisafulli, 1879
- Faussaire ! ! !, comédie en 1 acte, 1879
- Le Petit Ludovic, comédie en 3 actes, avec Crisafulli, 1879
- La Reine des Halles, pièce en 3 actes et 4 tableaux, avec Paul Burani et Alfred Delacour, 1881
- Les noces d'argent, comédie en 3 actes, avec Crisafulli, 1881
- La Brebis égarée, comédie en 4 actes, avec Grangé, 1882
- Cherchons Papa, vaudeville en 3 actes, avec Maurice Ordonneau, 1885
- Rose-Polka, opérette en 1 acte, avec Grangé, musique de Eugène Willent Bordogni, 1887